# Synixais argentea
Synixais argentea là một loài bọ cánh cứng trong họ Cerambycidae.